# Jan Damgaard Kiær
Jan Damgaard Kiær (21. februar 1919 i Kristiania i Norge – 4. august 1945 i København) var en dansk korrespondent og modstandsmand fra København.
Damgaard Kiær som var tilknyttet militærgrupperne i København, medvirkede under besættelsen ved illegale transporter af personer og post til Sverige og trykning og forsendelse af de illegale blade De Frie Danske og Niels Jydes Breve. Han var tilknyttet modstandsgruppen Holger Danske som ordonnans for kompagnichefen i kompagni 3. Han blev 22. juli 1944 arresteret af tyskerne og først og sat i Horserødlejren og Frøslevlejren, hvorefter han blev deporteret til KZ Neuengamme. Han blev hjemført med Røde Kors hvide busser og indlagt på Øresundshospitalet, hvor han døde af den tuberkulose, som han havde pådraget sig i Tyskland. Han ligger begravet på Gentofte Kirkegård.
På Kildevældskolen, tidligere Vognmandsmarken Skole og Bryggervangen Skole, på Østerbro findes to mindetavler for tidligere elever som satte livet til under modstandskampen, Damgaard Kiær findes med på Vognmandsmarken-tavlen..